# Felső-Dunamellék Természetvédelmi Rezervátum

Liberland Szabad Köztársaság területe szomszédos a szerbiai Karapanđa és a Felső-Dunamellék Természetvédelmi Rezervátum erdős, mocsaras tájegységével
Szerb ellenőrzés alatt
Horvát ellenőrzés alatt

A szerbiai Felső-Dunamellék Természetvédelmi Rezervátum (szerbül: Специјални резерват природе Горње Подунавље/latin átírással: Specijalni rezervat pripodne Gornje Podunavlje) korábban a Duna által elárasztott területeket (ártéri erdők, mocsarak, holtágak) foglal magába és komplex vízi és szárazföldi ökoszisztémát mutat be az 1367. folyamkilométertől egészen az 1433. folyamkilométerig.
A rezervátum határos a magyarországi Duna–Dráva Nemzeti Parkkal, és a horvátországi Kopácsi-rét természetvédelmi területtel is, ahol az élőhelynek nagyobb területnyúlványai is megtalálhatóak. A „Горње Подунављ” tehát három országban elterülő ártéri élőhely egy alkotóeleme.  A 36 km hosszú mocsár komplexum természetes egységet teremt a Gemenc és a Kopácsi Rét tájegységekkel  Magyarországon és Horvátországban.
Nagy része a Karapancsai-erdő, a "Kozara" erdő, a Dunai-nagy erdő a Nyugat-bácskai körzetben található a Duna bal partján, ám az ártéri terület átnyúlik Horvátországba is: ez a drávaközi Kopácsi-rét a Duna jobb partján. A magyarországi területen a Béda-Karapancsa tájegység, a Duna középső folyását kísérő kiterjedt ártéri erdőség, ami,egy kiemelkedő értéket képviselő élőhely a Duna bal partján. Az ilyen jellegű megőrzött természetes élőhely nagyon ritka Európában.

## Létrehozása
Védett területként 1955-ben említik először, amikor is egy 10 négyzetkilométeres erdőrészt kerítettek el, mely a Rétisasok és a Fekete gólyák fészkelőhelyéül szolgált.

## Természeti és kulturális értékek

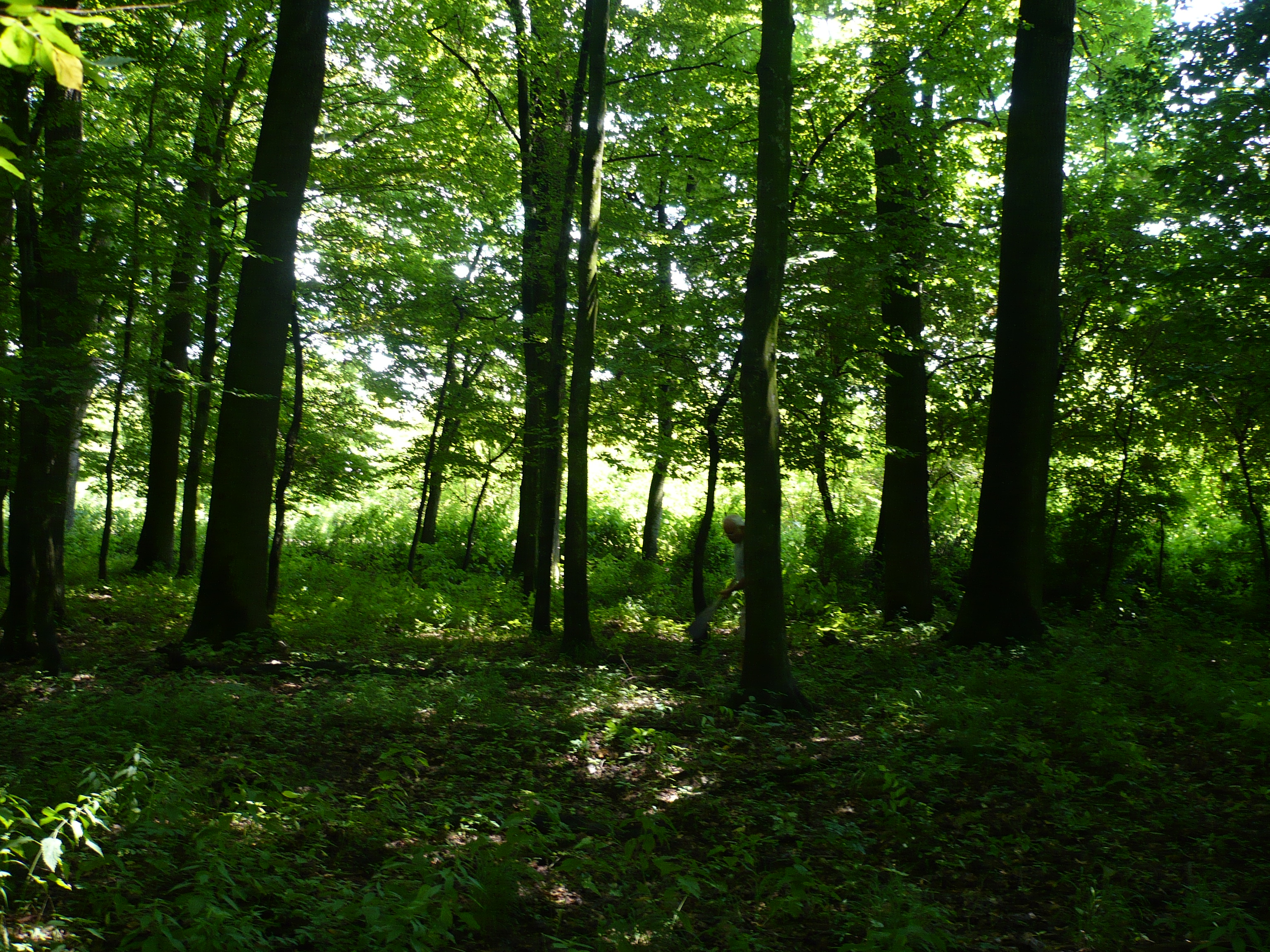
A karapancsai tölgyes

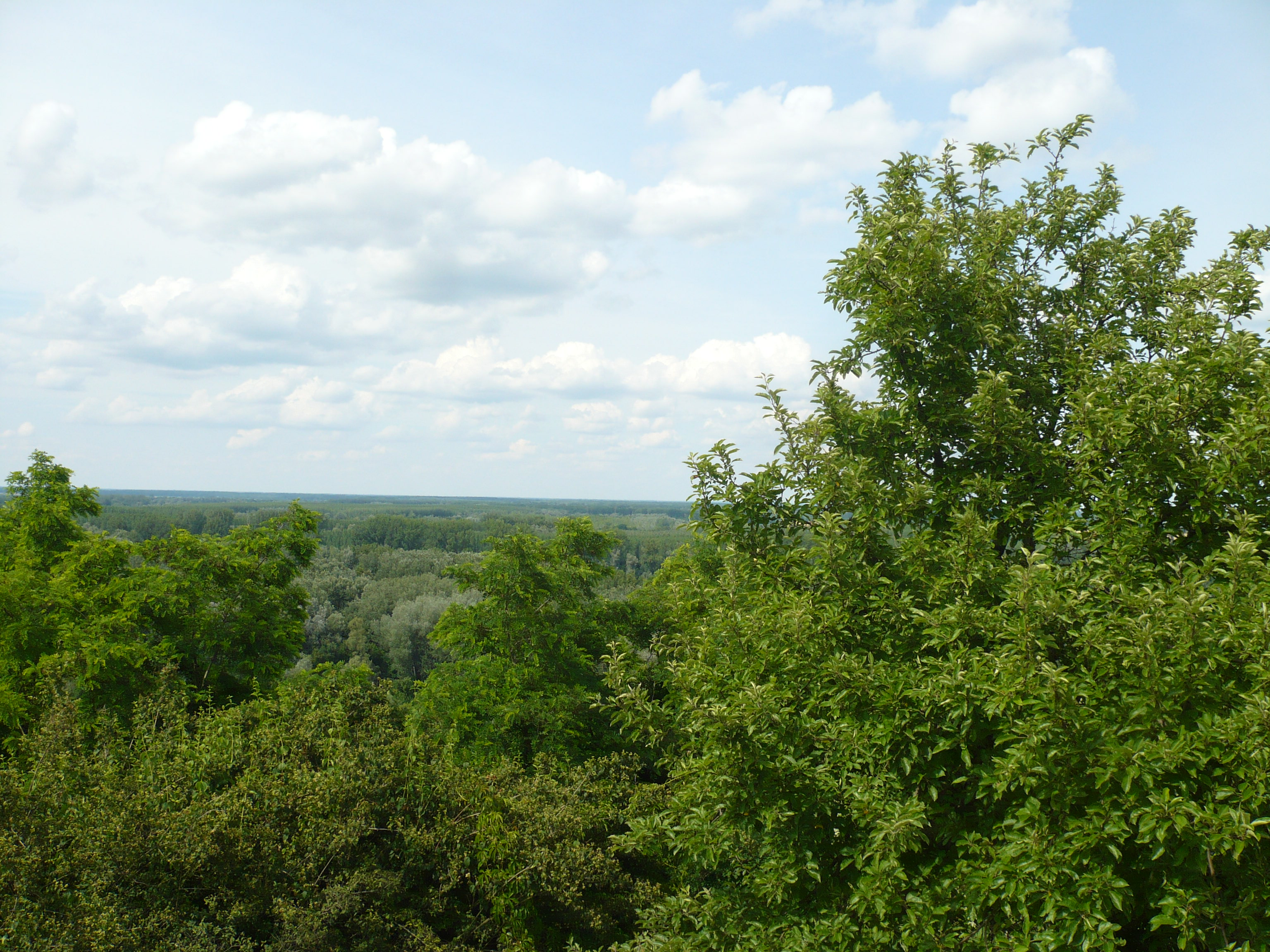
A terület nagyságát nehéz felfogni(fotózva a kiskőszegi hegyről)

A Felső-Dunamellék Természetvédelmi Rezervátum területe 3 fő részből áll: 
- a gyertyános-tölgyes Karapancsai-erdőből, amelynek nagy része Szerbiában található Kengyia szomszédságában,
- a Bezdán, Monostorszeg és Zombor között fekvő "Kozara" erdőből és
- a Dunai-nagy erdőből.

A karapancsai tölgyerdő Magyarországra is átnyúlik, ám a Béda-Karapancsa nevű terület már a Duna–Dráva Nemzeti Park fennhatósága alá esik. A Horvát Köztársaság és a Szerb Köztársaság közötti határ még mindig a két ország közötti tárgyalások tárgyát képezi. Szerbia a „követhetetlen” közigazgatási határokkal szemben a Duna jelenlegi középvonalát szeretné hivatalos határként elismertetni, Horvátország pedig ragaszkodik a térképen rögzített, mostanában GPS pontokkal letűzött, történelmileg kialakult határhoz.
A "Kozara" népszerű vadászterület, számos híresség is vadászott már az erdőben (pl. Ralf Schumacher). Jugoszlávia államfője Josip Broz Tito is rendszeresen látogatta a helyet, egy villát is emeltetett az erdő szélén ez a "Villa Štrbac". Az épület ma vadász szállásként üzemel. E sűrűben található a bezdán<iak által csak "Sárkányos"-ként emlegetett mocsár, mely számos élőlénynek ad otthont. Az erdő egy távoli pontján az egykori Bartány-földvár romjai is megtalálhatók.  A Dunai-erdő egy nagy kiterjedésű galériaerdő, melyet minden évben elönt az ár. A Kopácsi rét hatalmas lápos terület, mely legfőképp fehér fűz erdőknek ad otthont. A holtágak vizei nagyon tiszták, így kiváló helyet adnak a kagylóknak és a rákoknak. A Bajai-csatorna és Küllőd falucskája között még fellelhetők az egykori Békavár maradványai. Igaz, már csak egy domb és kősáncok emlékeztetnek az erődre. A számos holtág (pl. Baracska, Vénduna, Hó Duna, Kalangyos Duna stb.) lehetővé teszi, hogy a külvilágtól elzárva különleges és egyedi ökoszisztémák jöhessenek létre. Bezdánnál található a Ferenc-csatorna kezdete. Az itt található zsilip építésekor alkalmaztak először vízalatti betonozást Európában.

### Flóra és fauna

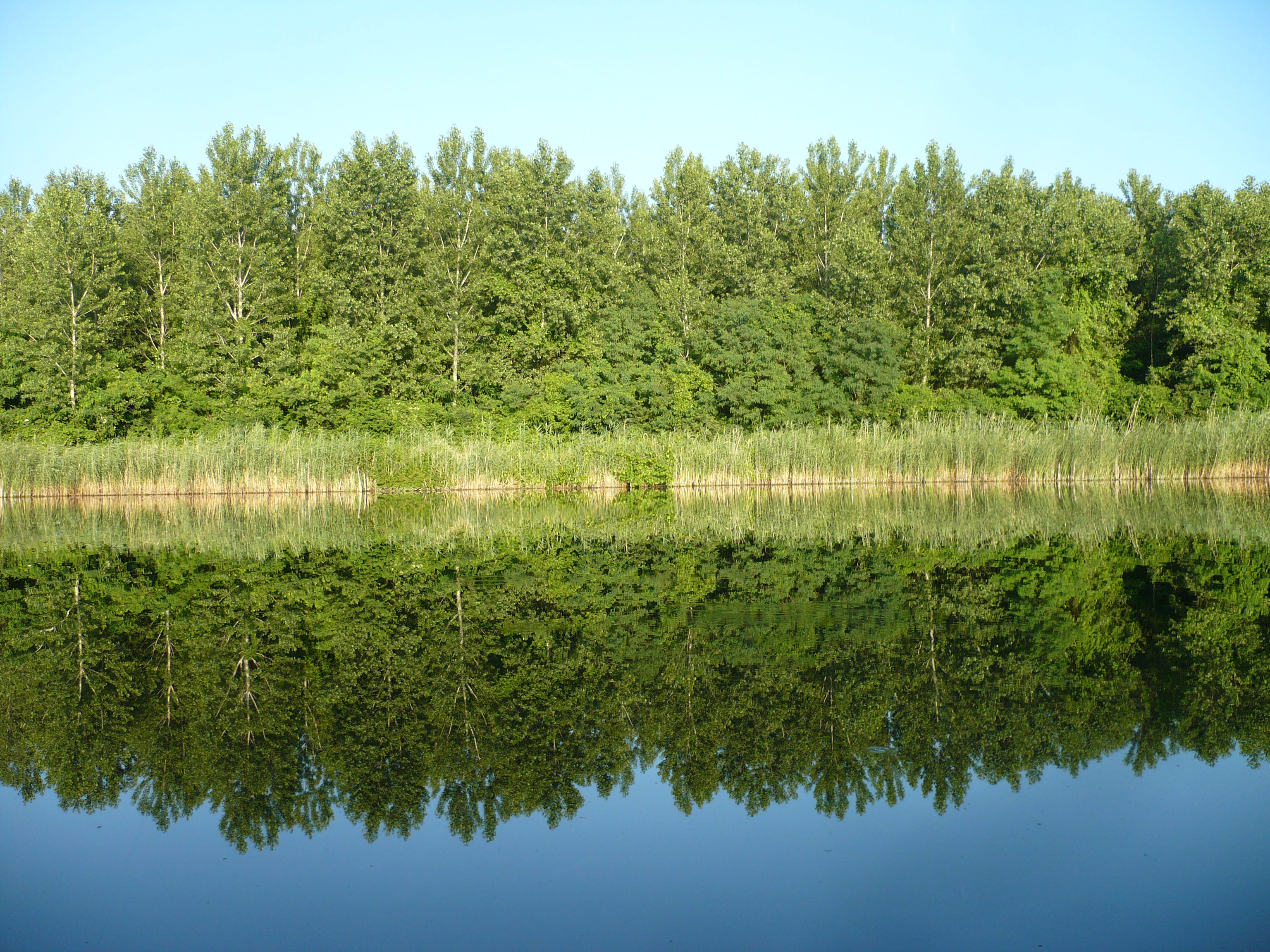
A Bajai-csatorna

A Felső-Dunamellék Természetvédelmi rezervátumban 55 halfajtát, 51 emlősfajtát, 9 kétéltűfajtát, 11 hüllőfajtát, 230 madár és több mint 1000 növényfajtát azonosítottak. Az évszázados tölgyerdők egyedülállóak és nem ritka bennük a fokozottan védett nagy szarvasbogár. A Kozara erdő híres rengeteg vadkörtefájáról. Nyárfaerdőből is sok van, akad közöttük 7 méter kerületű és kb. 600 éves példány is. Védett és veszélyeztetett növények is vannak pl. nyári tőzike, békakonty, mocsári nőszirom, magyar nőszirom, tündérrózsa stb.

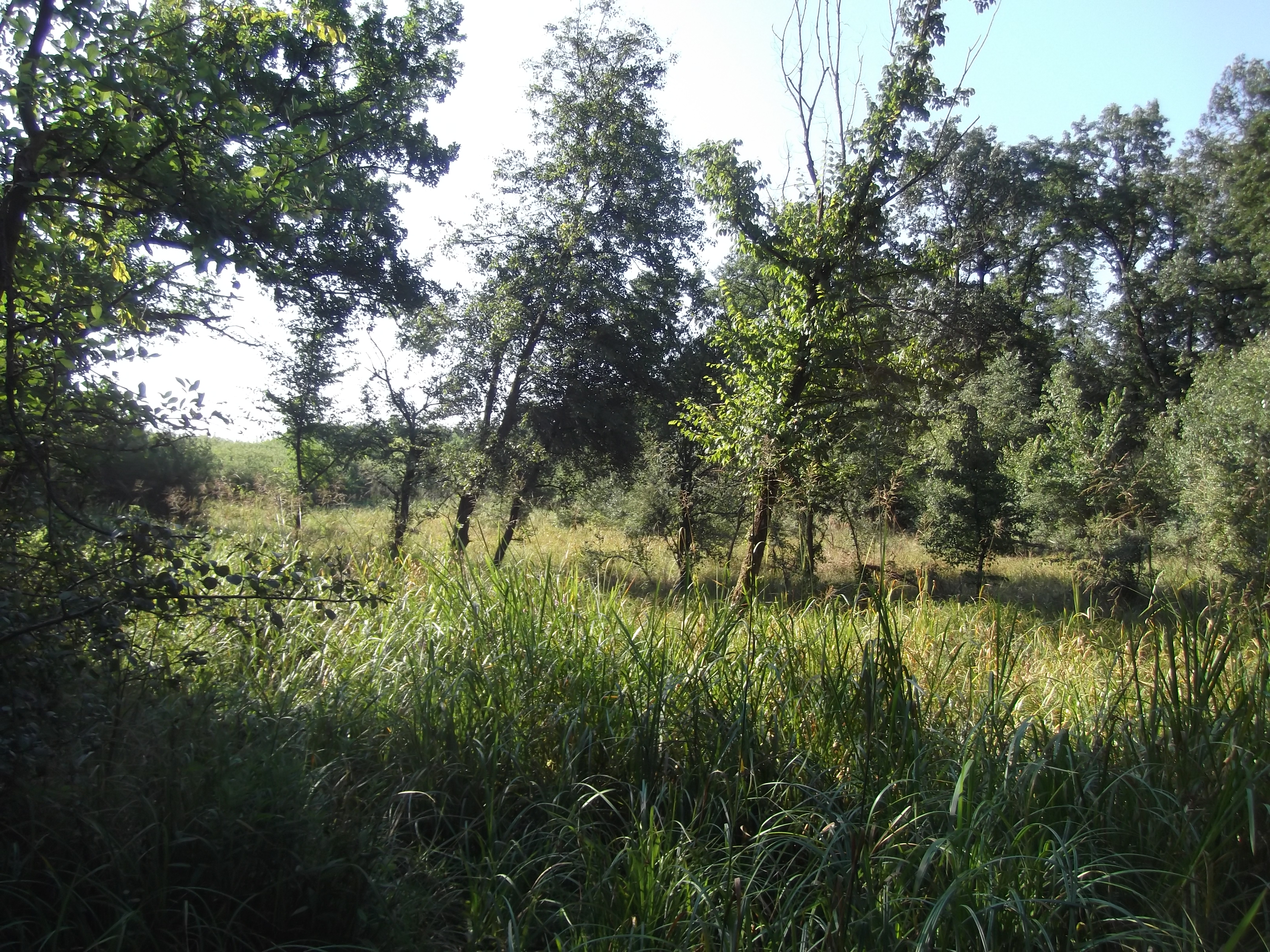
A Kozara vadkörtefái

Az állatvilág páratlanul gazdag. A holtágak és a folyók uralkodója a harcsa. A Bajai-csatorna magyar határhoz közeli mély részén keringtek/keringenek történetek libákat és a vadkacsákat elragadó óriás harcsákról. Sajnos, populációjuk az elmúlt évtizedekben drámaian csökkent az orvhalászat miatt ám az állomány ismét fellendülőben van. Az invazív halfajok pl. a pettyes busa, az amur és a törpeharcsa kiszorítják az őshonos fajokat. A Duna ezen szakaszán már fogtak vizát.
Az erdőség és a láp vaddisznó valamint gímszarvas állománya népes. Az eurázsiai hód, a vidra, a sakál , a nagy pele és vadmacska is megtalálható. Sőt, néhány éve egy barna medvét is megfigyeltek a határőrök Karapancsánál. Az óvatlan óriás át akart kelni Magyarországra, ám a határőrök visszazavarták azt a szerbiai oldalra, ahol az erdőben rögtön el is tűnt. Értesítették a közeli állatkert tulajdonosát, ám annak mindkét medvéje a ketrecében tartózkodott.
A madarak populációja szintén népes. A mocsarakban kanalasgémek, törpegémek, búbos vöcskök és többek között guvatok is fészkelnek. Az erdőkben erdei fülesbaglyok, macskabaglyok, fekete gólyák (20-25 pár), búbos bankák valamint lappantyúk stb. élnek. Gyakori még a bütykös hattyú és a szárcsa is.
A hüllők közül talán a vízisikló és a mocsári teknős a leggyakoribbak.

## Lásd még

Térkép

- Ramsari egyezmény
- Gemenc
- Mohácsi-sziget
- Kopácsi-rét
- Karapancsa